# Larks' Tongues in Aspic
Larks' Tongues in Aspic — п'ятий студійний альбом британського гурту King Crimson, виданий 23 березня 1973 року на Island Records у Великій Британії та Atlantic Records у Сполучених Штатах і Канаді. Цей альбом є дебютом третього втілення King Crimson, у якому беруть участь співзасновник і гітарист Роберт Фріпп і чотири нові учасники: бас-гітарист і вокаліст Джон Веттон, скрипаль і клавішник Девід Кросс, перкусіоніст Джеймі М'юр і ударник Білл Бруфорд. Це ключовий альбом в еволюції гурту, який спирається на східноєвропейську класичну музику та європейську вільну імпровізацію як центральні впливи.

## Створення
Larks' Tongues in Aspic показав кілька значних змін у звучанні King Crimson. Раніше покладаючись на саксофон і флейту як важливі мелодичні та текстурні інструменти, гурт замінив їх однією скрипкою. Ударна установка Мьюїра включала ексцентричні інструменти, включаючи куранти, дзвіночки, фортепіано, музичну пилку, шейкери, брязкальця, знайдені предмети (такі як листовий метал, іграшки та дека), а також різноманітні барабани та ланцюги. Мелотрон (основна частина інструментів King Crimson з моменту їх дебютного альбому) був збережений для цієї нової фази, і на ньому грали Фріпп і Кросс, які також грали на електропіаніно. Інструментальні п'єси в цьому альбомі мають сильний вплив джазового ф'южну та європейської вільної імпровізації, а також деякі агресивно жорсткі частини, що межують з важким металом.
Мультиінструменталізм гурту спочатку поширювався на Веттона та Муїра, які іноді грали (відповідно) на скрипці та тромбоні на ранніх концертах. Веттон і Кросс долучили до альбому додаткові фортепіано та флейту відповідно. Larks' Tongues in Aspic — єдиний студійний альбом із таким складом, оскільки М'юїр покинув групу в лютому 1973 року, невдовзі після того, як альбом було завершено й до того, як вони змогли вирушити в тур.
«Easy Money» була складена по частинах, Фріпп написав куплет, а Веттон пізніше додав партію приспіву.
Альбом став основним концертом «Exiles», вступ до якого мелотрон був адаптований з інструментальної композиції під назвою «Mantra», яку оригінальний склад гурту виконував протягом 1969 року. Тоді, як і наприкінці 1972 року, звучала мелодія Фріпп на гітарі. Крім того, розділ «Larks' Tongues in Aspic, Part One» був перероблений із твору під назвою «A Peacemaking Stint Unrolls», який був записаний гуртом часів Islands і нарешті випущений у 2010 році як бонус-трек на цьому альбомі 40-річчя видання.

## Сприйняття
У своїй сучасній рецензії Алан Ністер із журналу Rolling Stone підсумував альбом, сказавши: «Під нього не можна танцювати, не можна дотримувати ритм, і він навіть не є гарною фоновою музикою для миття посуду» та рекомендував слухачів «підходити до цього з абсолютно відкритим розумом». Він описав пісні в альбомі, сказавши, що вони були
повним дослідженням контрастів, особливо в настроях і темпах — палаючий і електричний в одну мить, м'який і заплутаний в наступний". Хоча не цілком оцінив музику на платівці, він похвалив гру на скрипці як «зі смаком […] у найкращих класичних традиціях».
У 1998 році Білл Мартін писав:
Через чисту формальну винахідливість найважливішим записом прогресивного року 1973 року був… Larks' Tongues in Aspic
…додавши, що прослуховування цього альбому Yes Close to the Edge продемонструє, «що таке прогресивний рок».
Ретроспективний огляд AllMusic був надзвичайно позитивним, відзначаючи кожен аспект переходу гурту від джазового напряму до більш експериментального як повний успіх. Він вважав Джона Веттона «найсильнішим співаком/басистом групи після відходу Грега Лейка», і особливу похвалу віддав оновленій версії.

## Список композицій
| Перша сторона | Перша сторона                                         | Перша сторона                        | Перша сторона |
| #             | Назва                                                 | Автори                               | Тривалість    |
| ------------- | ----------------------------------------------------- | ------------------------------------ | ------------- |
| 1.            | «Larks' Tongues in Aspic, Part One» (інструментальна) | Кросс, Фріпп, Веттон, Бруфорд, М'юір | 13:36         |
| 2.            | «Book of Saturday»                                    | Фріпп, Веттон, Палмер-Джеймс         | 2:53          |
| 3.            | «Exiles»                                              | Кросс, Фріпп, Палмер-Джеймс          | 7:40          |

| Друга сторона | Друга сторона                                         | Друга сторона                        | Друга сторона |
| #             | Назва                                                 | Автори                               | Тривалість    |
| ------------- | ----------------------------------------------------- | ------------------------------------ | ------------- |
| 4.            | «Easy Money»                                          | Фріпп, Веттон, Палмер-Джеймс         | 7:54          |
| 5.            | «The Talking Drum» (інструментальна)                  | Кросс, Фріпп, Веттон, Бруфорд, М'юір | 7:26          |
| 6.            | «Larks' Tongues in Aspic, Part Two» (інструментальна) | Фріпп                                | 7:07          |

## Учасники запису
- Роберт Фріпп — електрична і акустична гітари, мелотрон
- Білл Бруфорд — ударні, литаври, тронка, дерев'яна коробочка
- Девід Кросс[en] — скрипка, альт
- Джон Веттон — вокал, бас
- Джеймі М'юр[en] — перкусія